# Округ Вокиша (Висконсин)
Вокиша (енгл. Waukesha County) је округ у америчкој савезној држави Висконсин.

## Демографија
По попису из 2010. године број становника је 389.891, што је 29.124 (8,1%) становника више него 2000. године.
| Група             | 2000.           | 2010.           |
| Белци             | 339.905 (94,2%) | 353.114 (90,6%) |
| Афроамериканци    | 2.646 (0,7%)    | 4.914 (1,3%)    |
| Азијати           | 5.381 (1,5%)    | 10.721 (2,7%)   |
| Хиспаноамериканци | 9.503 (2,6%)    | 16.123 (4,1%)   |
| Укупно            | 360.767         | 389.891         |